# 소녀와 가로등
<소녀와 가로등>은 1977년 8월 1일 개최된 제 1회 MBC 서울가요제(1978년 대회 때부터는 MBC 서울국제가요제로 명칭이 바뀐다.)에 출전하는 신인 여가수 진미령을 위해 당시 천재소녀로 불리던 16세의 장덕이 선물한 곡이다. 이후 장덕은 당시 가요제의 규정대로 작곡자로서 자신의 곡을 부르는 가수 진미령과 함께 서울가요제의 최종예선을 통과, 본대회에 출전하는 자격을 얻어 입상하였고 본 대회에서 빵모자를 눌러 쓴 깜찍한 모습으로 나와서 오케스트라를 지휘하는 진풍경을 연출하였다. 진미령의 버전은 1977년 발매된 서울가요제 옴니버스 음반  《'77 서울가요제》에 수록되어 있다. 이 음반은 실황녹음 음반이 아닌 스튜디오 녹음 음반이다.
진미령에 의해 처음 발표된 이 곡은 현이와 덕이에 의해서도 두 번이나 리메이크 되었다. 현이와 덕이의 첫 번째 정규음반 《순진한 아이》의 A면 3번 트랙으로 리메이크 수록되었고 1985년 현이와 덕이의 두 번째 정규음반 《너나 좋아해 나너 좋아해》의 B면 4번 트랙으로 또 다시 리메이크 수록되었다. 그리고 장덕은 솔로로 활동하며 이 곡을 다시 리메이크 하기도 했다. 그 곡은 1987년 장덕의 컴필레이션 음반 《이런게 아니었는데》의 A면 5번 트랙으로 수록되었다.
현재까지 이 곡은 이선희, 변진섭, 조관우, 홍진영, 김희갑과 미스틱무드 오케스트라, 이은하, 테이 등 수많은 가수들에 의해 리메이크 되었다. 지난 2015년 5월 종방된 KBS드라마 <착하지 않은 여자들>에서도 어쿠스틱 콜라보에 의해 OST로 리메이크 된 적이 있다.

## 버전별 특징

### 진미령 버전
MBC 관현악단과 합창단이 참여하고 있으며 트로트 성향이 있다.

### 현이와 덕이 버전

#### 버전 1
현이와 덕이의 정규 1집 《순진한 아이》에 수록된 버전으로 소프트록에 가깝다. 보컬을 맡은 장현은 성악 전공자답게 벨칸토 창법을 들려주고 있다. 장덕의 허밍과 내레이션도 깊은 여운을 주고 있다.

#### 버전 2
현이와 덕이의 정규 2집 《너나 좋아해 나너 좋아해》에 수록된 버전으로 버전 1보다 더 록적이며 조금 빠른 템포에 드럼의 비트가 강하며 일렉기타가 더해져 있다. 보컬을 맡은 장현은 발칸토 창법을 배제하고 있으며 대신 짧게 짧게 끊어서 부르고 있다. 장덕은 중첩된 백보컬과 내레이션을 맡고 있다.

### 장덕 버전
전주 · 간주 · 후주는 다르지만 짧게 짧게 끊어서 부르고 있는 식은 현이와 덕이의 버전 2와 비슷하다. 장덕이 혼자서 보컬을 맡고 있으며 허밍이나 백보컬, 내레이션 같은 것은 없다. 가사에서는 현이와 덕이의 버전 1, 2와는 다르게 '소녀를 알고 있을까' 부분을 '내 맘을 알고 있을까'로 바꾸어 부르고 있다. 진미령 버전의 가사를 따른 것이다.

## 커버 버전
- 2016년 1월 20일 J.S.P에 의해 리메이크 되었다. - 음반: 7080 예쁜 노래모음 경음악 Vol. 2 (Cover Album)
- 2015년 12월 1일 정한나에 의해 리메이크 되었다. - 음반: 카페 이야기[깨진 링크(과거 내용 찾기)]
- 2015년 10월 1일 강지영에 의해 리메이크 되었다. - 음반: 듣고 있나요 감미로운 목소리 앵콜카페
- 2015년 10월 22일 Mnet <슈퍼스타K7> 트리뷰트 미션 무대에서 김민서에 의해 라이브 리메이크 되었다.
- 2015년 9월 색소폰 연주자 전광용에 의해 리메이크 되었다. - Youtube
- 2015년 9월 30일 Various Artist에 의해 리메이크 되었다. - 음반: 7080 트롯발라드 가요대행진[깨진 링크(과거 내용 찾기)]
- 2015년 9월 23일 김영이에 의해 리메이크 되었다. - 음반: 그리운 날에
- 2015년 6월 15일 KBS 2Radio <임백천의 라디오7080>에서 김희진에 의해 라이브 리메이크 되었다. - Youtube
- 2015년 5월 KBS 수목드라마 <착하지 않은 여자들>의 OST로서 어쿠스틱 콜라보에 의해 리메이크 되었다. - 음반: 착하지 않은 여자들 OST, Youtube
- 2015년 3월 13일 KBS 2TV 유희열의 스케치북에서 어쿠스틱 콜라보에 의해 라이브 리메이크 되었다. - Youtube
- 2014년 9월 강남의 라이브 카페 라일락 정원에서 라이브 가수 이라희에 리메이크 되었다. - Youtube
- 2014년 뮤직필드의 색소폰 강사 최종걸에 의해 라이브 리메이크 되었다. - Youtube
- 2014년 MBC TV 음악여행 예스터데이 3회에서 홍진영에 의해 라이브 리메이크 되었다. - 음반, Youtube
- 2014년 4월 여성 색소폰 연주자 김미영에 의해 리메이크 되었다. - 음반
- 2013년 6월 30일 KBS 1TV 콘서트7080에서 진미령, 손승연에 의해 라이브 리메이크 되었다. - Youtube
- 2013년 3월 9일 박원영에 의해 리메이크 되었다. - 음반: 가요대행진
- 2013년 뮤즈의 색소폰 강사 김창덕에 의해 리메이크 되었다. - Youtube
- 2013년 KNN <전국 TOP 가요쇼>에서 서지오에 의해 라이브 리메이크 되었다. - Youtube
- 2013년 KBS2 불후의 명곡 전설을 노래하다 장덕편에서 노브레인에 의해 라이브 리메이크 되었다. - 음반, Youtube
- 2013년 배정은에 의해 리메이크 되었다. - 음반: 억이가 부른 7080 애창곡 모음 2 & 정은이가 부른 카페 애창곡 모음
- 2012년 3월 10일 트럼펫 연주자 윤해봉에 의해 리메이크 되었다. - Youtube
- 2012년 안량후에 의해 리메이크 되었다. - 음반
- 2012년 이다래에 의해 리메이크 되었다. - 음반[깨진 링크(과거 내용 찾기)]
- 2012년 톤(Ton)에 의해 리메이크 되었다. - 음반: Touch Of Nature
- 2012년 진미령에 의해 리메이크 되었다. - 음반: 인연
- 2012년 김지원에 의해 리메이크 되었다. - 음반: 추억의 히트가요 쇼
- 2011년 김세령에 의해 리메이크 되었다. - 음반
- 2011년 편정원에 의해 리메이크 되었다. - 음반: 환상의 트롯카페
- 2010년 7월 19일 SBS TV에서 방영된 대하드라마 <자이언트> 19회에서 황정음(이미주 역)에 의해 불렸다. - Youtube
- 2010년 김세화에 의해 리메이크 되었다. - 음반
- 2009년 MC 신진에 의해 리메이크 되었다. - 음반: Sensitive Sound
- 2008년 6월 25일 Various Artist에 의해 리메이크 되었다. - 음반: 광화문 연가 - 두번째 까페이야기
- 2007년 양진수에 의해 리메이크 되었다. - 음반
- 2007년 오사랑에 의해 리메이크 되었다. - 음반: 첫번째 러브 스토리
- 2006년 12월 28일 Varioust Artist(재즈 뮤지션들)에 의해 리메이크 되었다. - 음반: Jazz 연주로 듣는 가요베스트
- 2006년 허성희에 의해 리메이크 되었다. - 음반: 3040 발라드 소리세상 러브레터[깨진 링크(과거 내용 찾기)]
- 2005년 아코디언 연주자 심성락에 의해 리메이크 되었다. - 음반
- 2005년 3월 1일 색소폰 연주자 김원용에 의해 리메이크 되었다. - 음반: 멋 1집
- 2004년 진미령에 의해 리메이크 되었다. - 음반: 내가 난생 처음 女子가 되던 날
- 2004년 5월 10일 색소폰 연주자 김원용에 의해 리메이크 되었다. - 음반: 혼
- 2004년 샌드버블즈에 의해 라이브 리메이크 되었다.
- 2004년 테이에 의해 리메이크 되었다. - 음반: The First Journey, Youtube
- 2003년 한상원에 의해 리메이크 되었다. - 음반: Memories
- 2000년 9월 위금자에 의해 리메이크 되었다. - 음반: 환상의 커플
- 2000년 3월 26일 조관우의 밀레니엄 라이브 콘서트에서 라이브 리메이크 되었다. - 음반, Youtube
- 1999년 Various Artist에 의해 리메이크 되었다. - 음반: Hip Hop Mania
- 1999년 전원석에 의해 리메이크 되었다. - 음반
- 1999년 조관우에 의해 리메이크 되었다. - 음반: 실락원 - Youtube, Youtube
- 1999년 고병희에 의해 리메이크 되었다. - 음반
- 1998년 2월 26일 호락호락에 의해 리메이크 되었다. - 음반
- 1997년 변진섭에 의해 리메이크 되었다. - 음반
- 1997년 박정희에 의해 리메이크 되었다. - 음반[깨진 링크(과거 내용 찾기)]
- 1996년 1월 1일 박윤경에 의해 리메이크 되었다. - 음반
- 1995년 3월 1일 김란영, 김준규에 의해 리메이크 되었다. - 음반
- 1995년 KBS <도전! 주부가요스타> 지역 왕중왕 전에서 단야에 의해 라이브 리메이크 되었다. - Youtube
- 1994년 세희에 의해 리메이크 되었다. - 음반[깨진 링크(과거 내용 찾기)]
- 1991년 KBS Prime 가요무대에서 선우혜경에 의해 라이브 리메이크 되었다. - Youtube
- 1990년 유숙에 의해 리메이크 되었다. - 음반
- 1990년 김용임에 의해 리메이크 되었다. - 음반
- 1990년 김란영에 의해 리메이크 되었다. - 음반[깨진 링크(과거 내용 찾기)]
- 1990년 이선희에 의해 리메이크 되었다. - 음반: 예정된 시간을 위하여
- 1990년 미애에 의해 리메이크 되었다. - 음반
- 1989년 진미령에 의해 리메이크 되었다. - 음반
- 1986년 이은하에 의해 리메이크 되었다. - 음반: 미소를 띄우며 나를 보낸 그 모습처럼
- 1983년 김희갑과 미스틱무드 오케스트라에 의해 리메이크 되었다. - 음반
- 1979년 11월 30일 라음파에 의해 리메이크 되었다. - 음반
- 1979년 3월 10일 정민섭과 미스틱무드 오케스트라에 의해 리메이크 되었다. - 음반

### 가사
- 진미령 버전 '소녀와 가로등' from the album '77 MBC 서울가요제 (1978) at Mnet
- 현이와 덕이 버전 1 '소녀와 가로등' from the album 1집 순진한 아이 (1978) at Mnet
- 현이와 덕이 버전 2 '소녀와 가로등' from the album 2집 너나 좋아해 나너 좋아해 (1985) at Mnet
- 장덕 버전 '소녀와 가로등' from the album 4집'이런게 아니었는데 (1987) at Mnet

### 노래
- 진미령 버전 '소녀와 가로등' from the album '77 MBC 서울가요제 (1977) at Youtube
- 현이와 덕이 버전 1 '소녀와 가로등' from the album 1집 순진한 아이 (1978) at Youtube
- 현이와 덕이 버전 2 '소녀와 가로등' from the album 2집 너나 좋아해 나너 좋아해 (1985) at Youtube
- 장덕 버전 '소녀와 가로등' from the album 4집 이런게 아니었는데 (1987) at Youtube
- 장덕 라이브 '소녀와 가로등' from the show TBC 내 마음의 노래 (1986) at Youtube